# Димитър Томов
Димитър Георгиев Томов (1908-1948) е български офицер, генерал-лейтенант.

## Биография
Димитър Томов е роден на 28 юли 1908 г. в София или в асеновградското село Лесново. През 1933 г. завършва Военното училище в София, а през 1944 г. и политехниката в Берлин. Активен участник в Деветосептемврийския преврат. В 2:45 Томов, който е дежурен офицер в Министерството на войната отваря неохраняемата източна порта и пуска вътре прожекторната рота на кап. Димитър Попов. За това действие той е повишен в звание генерал-майор на 11 септември 1944 г. министерска заповед № 116. На 14 септември 1944 г. с министерска заповед № 125 е назначен за инспектор по мобилизацията в щаба на войската. От 28 септември става началник на канцеларията на министъра на войната. През 1946 г. е назначен за началник на отдел „Доставки и поддържане“, а от следващата година е началник на отдел „Военна промишленост“.

## Уволнение, обвинения и екзекуция (1948)
Уволнен е от армията през 1948 г. Същата година на 14 януари е арестуван и обвинен в саботаж и предателство на армията. Едно от обвиненията е за връзки с Г. М. Димитров. и екзекутиран на 25 юли 1948 г.

## Реабилитация (1990)
През май 1990 г. с протокол № 32 Върховния съд го признава за невинен и посмъртно е повишен в звание генерал-лейтенант..

## Военни звания
- Подпоручик (6 септември 1933)
- Поручик (3 октомври 1936)
- Капитан (6 май 1942)
- Генерал-майор (11 септември 1944)
- Генерал-лейтенант (май 1990)